# Hodošan
Hodošan är en ort i Kroatien.   Den ligger i länet Međimurje, i den nordöstra delen av landet, 80 km nordost om huvudstaden Zagreb. Hodošan ligger 144 meter över havet och antalet invånare är 1 317.
Terrängen runt Hodošan är platt, och sluttar söderut. Runt Hodošan är det ganska glesbefolkat, med 36 invånare per kvadratkilometer. Närmaste större samhälle är Čakovec, 16,1 km väster om Hodošan. Trakten runt Hodošan består till största delen av jordbruksmark.